# ФК Јаворжно
ФК Јаворжно је пољски фудбалски клуб из града Јаворжно. Основан је 1923. године, а обновљен после Другог светског рата. Боје су црвена и бела, резервне су плава и жута.

## Историја
До почетка Другог светског рата су играли у окружном рангу. Кад је то место припало фашистичкој Немачкој, клуб је укинут, а документи су уништени. После је тим обновљен 1949. године и до 2000-их нису играли у већим лигама. Коначно, после победе над ФК Радомско 2002. године, екипа постаје прволигашем. У првој лиги 2002-2003 били су 13. од шеснаест екипа и играли су са Швит Нови Двор Мазовјецки бараж за опстанак. Изгубили су тај бараж и отишли у другу лигу, где су се задржали још 3 сезоне. Сада играју у петој лиги Пољске.

## Успеси
- 13. место у првој лиги Пољске: 2003

## Састав екипе
| Играч                 | Од када игра | Претходни клуб     | Године |        |
| Голман                | Голман       | Голман             | Голман | Голман |
| --------------------- | ------------ | ------------------ | ------ | ------ |
| Радослав Јожефјак     | 2007         | Оржел Балин        | ?      |        |
| Одбрана               |              |                    |        |        |
| Адријан Пражмовски    | 2004         |                    | 22     |        |
| Рафал Скжипек         | 2008         | Кошарава           | ?      |        |
| Бартоломеј Салапатек  | 2008         | Гарбарж            | ?      |        |
| Војтех Јамроз         | 2009         | Викторија Јаворжно | 20     |        |
| Данијел Куцијел       | 2009         | Витовице           | 17     |        |
| Средина терена        |              |                    |        |        |
| Мариуш Рејдих         | 2007         |                    | 19     |        |
| Павел Сермак          | 2006         | Викторија Јаворжно | 18     |        |
| Михал Бискуп          | 2008         |                    | 18     |        |
| Себастијан Семплевски | 2008         | Скалка             | ?      |        |
| Адријан Војташак      | 2009         | Згода              | ?      |        |
| Себастијан Дилович    | 2009         | Сокол Јаворжно     | ?      |        |
| Нападачи              |              |                    |        |        |
| Себастијан Хојновски  | 2007         |                    | 20     |        |
| Томаш Болисега        | 2007         |                    | 17     |        |
| Пшемислав Охмањски    | 2008         | Викторија Јаворжно | 18     |        |
| Адам Јанечко          | 2008         | Кошарава           | ?      |        |
| Камил Сремски         | 2009         | Сокол Јаворжно     | ?      |        |

## Хронологија тима
- 1947 - Hutniczy KS Szczakowianka
- 1948 - ZKS Unia Szczakowa
- 1951 - Koło Sportowe Unia Szczakowa
- 1957 - KS Szczakowianka
- 1968 - MZKS Szczakowianka
- 1991 - KS Szczakowianka
- 2001 - KS Garbarnia Szczakowianka Jaworzno
- 2004 - KS Szczakowianka Jaworzno
- 2007 - KS Jaworzno